# Shigeru Nakanishi
Pour les articles homonymes, voir Shigeru et Nakanishi.
Shigeru Nakanishi (中西 繁, Nakanishi Shigeru, août 1946) est un peintre japonais.

## Biographie
Shigeru Nakanishi est né en 1946 à Tokyo Japon,. En 1969, il a reçu un diplôme de l’Université des sciences naturelles de Tokyo, département Ingénierie, section Architecture. Il a entamé une double carrière d’architecte et de peintre. En 1995, il a entamé une série de peintures Ruines à la suite du Séisme de 1995 de Kōbe,.   
En 2000 il a décidé de se consacrer exclusivement à la peinture. En 2004 il entame un séjour de deux ans à Paris, durant lequel il utilise l’ancienne chambre de Vincent van Gogh comme atelier(54,Rue Lepic 18e Paris). Il a étudié à l'École nationale supérieure des beaux-arts et voyagé à travers la France, les Pays-Bas, la Belgique, les États-Unis et l’Italie. En 2006 il revient au Japon,,.
Il peint le thème de l'héritage négatif dans Ruines et Ville désertée, et l'héritage positif dans LANDSCAPE qui sont les beax paysages. Il demande «la paix» et «la justice sociale» à son exposition "Ruine et Renaissance",,.    
En 2014, il a acheté une auberge à l’abandon à Nagoya Onsen, dans la ville Izunokuni, Préfecture de Shizuoka, au Japon.  Après avoir réaménagé l'auberge, il a fondé, ce qu’on appelle « Izunokuni Art Village ». « Izunokuni Art Village » est un lieu destiné à la création où chacun exprime librement sa créativité.

## Exposition et Prix
- 1990 Reçoit la Médaille d’Or à l’exposition Sélection de Peintures Occidentales Contemporaines[1].
- 1991 Première exposition individuelle “Paris mélancolique” à la galerie　Ichimai-no-é à Ginza, Tokyo[2].
- 1991-1995 Série de voyages en Europe et Amérique, et expositions au Japon de ses œuvres réalisées dans les divers pays visités: “Voyage dans les villes d’autrefois” (peintures du Japon traditionnel), “New York-New York”(coins de rue de Manhattan), “Sous le ciel de Paris”, “La Scandinavie, un voyage en hiver”, “Prague, Ravissement et Mélancolie”, “Corridor Lumière”, “Lisbonne nostalgique”, “Voyage dans la Péninsule Ibérique”, “Un Printemps en Pologne”, “Voyage en Mer Égée”, “Voyage en Mer Méditerranée”[4].
- 1995 Entame une série de peintures “Ruines” à la suite du Grand Tremblement de Terre de Kobé[4].
- 2001	Reçoit une Citation Spéciale à la 33e Exposition NITTEN pour son Œuvre  “Ile désertée 2001”  sur Hashima (île) (Gunkanjima, l’ile navire de guerre) à Nagasaki[7].
- 2002 Exposition en janvier de sa série de peintures “Ville désertée ” sur Sarajevo, Belgrade, Chernobyl et Auschwitz, dans une galerie à Ginza. Exposition tournante en juillet à la galerie L’Entrepôt en Briques Rouges Numéro 1 à Yokohama[1].
- 2003	Exposition individuelle en mai “Ville désertée à Nagoya” au Centre Culturel de la Compagnie d’Électricité de Nagoya. Exposition également en mai, à l’Entrepôt en Briques Rouges Numéro 1 à Yokohama, de l’ensemble de ses 376 illustrations pour le roman «Le Feu de Joie de la Baie » publié en feuilleton à partir de février 2002 pendant un an dans le quotidien «Shinbun Akahata». Illustre pendant un an toutes les couvertures de “TRIVE”, la brochure de l’Entrepôt en Briques Rouges Numéro 2 de Yokohama[1],[4].
- 2004	Exposition en juin de sa série “LANDSCAPE” à l’Entrepôt en Briques Rouges à Yokohama. À partir de septembre, entame un séjour de deux ans à Paris, durant lequel il utilise l’ancienne chambre de Vincent van Gogh comme atelier[1],[4].
- 2005 Reçoit une Citation Spéciale à la 37e Exposition NITTEN pour son tableau « Chantier naval »[7].
- 2006 Exposition itinérante de sa série “Paris mélancolique Ⅱ” dans 12 villes du Japon pour marquer son retour[1],[4].
- 2008 Exposition itinérante en septembre de sa série “Ville désertée à Yamagata“[1],[4].
- 2009 Exposition itinérante en février de sa série “Paris mélancolique Ⅲ”, en mars “Ville désertée à Osaka”, en juillet “Ville désertée à Fukuoka”[8], en septembre “Ville désertée à Matsuyama”[1],[4].
- 2010 Exposition itinérante en avril de sa série “Ville désertée à Okinawa”[4], en septembre "Ruine et Renaissance à Nara" [9].
- 2011 Exposition itinérante à Tokyo en mars de sa série “Corridor Lumière/ Voyage en Europe", en avril "Ruine et Renaissance à Kōchi"[4],[10],[11].

- 2012 Exposition itinérante d'avril à mai de sa série "Ruine et Renaissance à Okinawa"[12],[13]. Exposition itinérante à Osaka de juin à juillet de sa série “Voyage en Europe" [14].  Exposition itinérante en novembre de sa série "Ruine et Renaissance à Yokohama[15],[16].
- 2013 (avril) : peinture murale “La soirée à Stockholm” à l’Université des sciences naturelles de Tokyo[17]. Exposition itinérante d'août à septembre de sa série "Ruine et Renaissance à Hiroshima"[18],[19].
- 2015 : Exposition itinérante en décembre de sa série "Ruine et Renaissance à New York[20],[21],[22].
- 2016 : Exposition itinérante en décembre de sa série "Ruine et Renaissance à Izunokuni[23].

## Publications
- Secrets de technique de peinture à l’huile par un artiste professionnel, Les éditions Kodansha　2006,　 (ISBN 978-4062683999)
- Initiation à la peinture à l’huile, Les éditions Kodansha 2008,　 (ISBN 978-4062692700)